# Florentynów (Zgierz)
Pour les articles homonymes, voir Florentynów.
Florentynów est une localité polonaise de la gmina de Parzęczew, située dans le powiat de Zgierz en voïvodie de Łódź.